# Chiesa della Madonna di Lourdes (Vigasio)
La chiesa della Madonna di Lourdes è la chiesa parrocchiale di Forette, frazione del Comune di Vigasio, in provincia e diocesi di Verona; fa parte del vicariato di Villafranca-Valeggio, precisamente dell'Unità Pastorale Castel d'Azzano-Vigasio.

## Storia
La chiesa, sede della parrocchia di San Martino di Forette, fu edificata tra il 1957 e il 1958 su progetto dell'architetto Gelindo Giacomello.
L'edificio sacro sostituì la vecchia chiesa del paese, divenuta parrocchiale il 24 marzo 1930, chiusa al culto e divenuta teatro parrocchiale nel 1961.
Nel 1960 fu posato il pavimento del presbiterio, mentre nel 1961 fu terminata la pavimentazione dell'aula.
Martedì 11 febbraio 1964 la chiesa fu consacrata dal vescovo di Verona (in seguito Venerabile) Giuseppe Carraro. Nel pomeriggio dello stesso giorno, il presidente della Commissione diocesana per la musica sacra, mons. Perobelli, benedì e inaugurò l'organo della ditta Fratelli Marchiori di Padova

## Descrizione

### Esterno
La facciata a capanna, rivolta a nord e anticipata da un'ampia scalinata, presenta una grande parabola rovesciata, al cui interno, retto da sei pilastrini, vi è un porticato che protegge il portale rettangolare. Sopra il porticato sei monofore a parabola rovesciata introducono la luce naturale all'interno dell'edificio, mentre sul vertice della facciata è presente una croce metallica.
Sopra le monofore, di recente, è stata dipinta su muro un'immagine della Madonna di Lourdes. 

### Interno
La pianta della chiesa è a croce latina, con un'unica navata e ampio transetto.
Sulla navata si aprono, quattro per lato, le cappelle laterale, caratterizzate dai loro archi a parabola rovesciata. A introdurre la luce naturale vi è una serie di monofore con arco a tutto sesto nella zona superiore delle pareti laterali e del transetto.
La copertura della navata, come quella del presbiterio, è composta da due falde in latero-cemento, con travetti in cemento armato a vista che la reggono.
La pavimentazione è lievemente inclinata verso il presbiterio ed è composta da lastre rettangolari di marmo biancone della Lessinia, con due ampi settori, coincidenti con le zone occupate dai banchi, pavimentate con lastre di marmo rosso Verona e bordate in marmo giallo. Anche le cappelle laterali sono pavimentate in rosso Verona con soglia in marmo giallo.
Ai fianchi del presbiterio altre due cappelle laterali: a sinistra quella del Sacro Cuore di Gesù, a destra quella della Madonna di Lourdes.
Il presbiterio è a pianta quadrangolare, di sei gradini, in marmo rosso Verona, più alto rispetto alla navata, ed è chiuso, pur separato da essa da un'arcata, da un'abside a sviluppo poligonale a cinque lati su cui è affrescata la Madonna di Lourdes.

Il primo gradino si prolunga verso la navata ed è esteso per l'intera larghezza del transetto.
Il presbiterio subì ben presto un intervento di adeguamento liturgico post Concilio Vaticano II. Fu collocato un altare maggiore fisso in marmo rosso Verona e realizzati due avancorpi ai lati della scalinata, con parapetto in ferro, dove furono collocati un pulpito a destra e l'ambone a sinistra, mentre l'altare maggiore preconciliare e il tabernacolo furono conservati. Nel 2013 fu eliminato l'avancorpo destro e ridotto quello sinistro, sul quale è stato collocato un nuovo ambone in marmo rosso Verona con due parapetti laterali in marmo bianco. Inoltre, in tale occasione, è stata riposizionata la sede del presidente a lato dell'altare e spostato il fonte battesimale, in marmo rosso Verona, sul prolungamento del primo gradino del presbiterio, in posizione laterale. In precedenza si trovava nella prima cappellina a sinistra dell'ingresso. 
La pavimentazione del presbiterio è in marmi compositi, dalle lastre di marmo biancone a quelle di breccia rosata con profili in marmo bianco.
Sul lato est del presbiterio vi è la sacrestia, mentre sul lato ovest la cappella feriale, realizzata nel 2008.

## Campanile e campane
Il campanile, costruito nel 1984, fu collocato sul fianco orientale della chiesa, in linea con la facciata, presenta una pianta quadrangolare ed un fusto rastremato verso l'alto, richiamando la parabola rovesciata più volte visibile nell'edificio e in facciata. La struttura è interamente in cemento armato salvo la porzione centrale del fusto rivolta verso settentrione, rivestita in mattoni a vista. Sui lati est e ovest vi sono alcuni piccoli oculi a dar luce ai piani.
La cella campanaria è a tre piani e la torre risulta coronata da una croce metallica.
Il concerto campanario è composto da 8 campane in LAb3 montate alla veronese ed elettrificate. Questi i dati del concerto:
1 – LAb3 – diametro 906 mm - Fusa nel 1985 da Mazzola di Valduggia (VC)
2 – SIb3 – diametro 808 mm - Fusa nel 1985 da Mazzola di Valduggia (VC)
3 – DO4 – diametro 713 mm – Fusa nel 1985 da Mazzola di Valduggia (VC)
4 – REb4 – diametro 672 mm - Fusa nel 1985 da Mazzola di Valduggia (VC)
5 – MIb4 – diametro 605 mm - Fusa nel 1985 da Mazzola di Valduggia (VC)
6 – FA4 - diametro 535 mm - Fusa nel 1985 da Mazzola di Valduggia (VC)
7 – SOL4 – diametro 470 mm - Fusa nel 1985 da Mazzola di Valduggia (VC)
8 – LAb4 – diametro 440 mm - Fusa nel 1985 da Mazzola di Valduggia (VC).